# Ершов, Павел Иванович
Па́вел Ива́нович Ершо́в (1914 — 1981) — советский дипломат. Чрезвычайный и полномочный посол.

## Биография

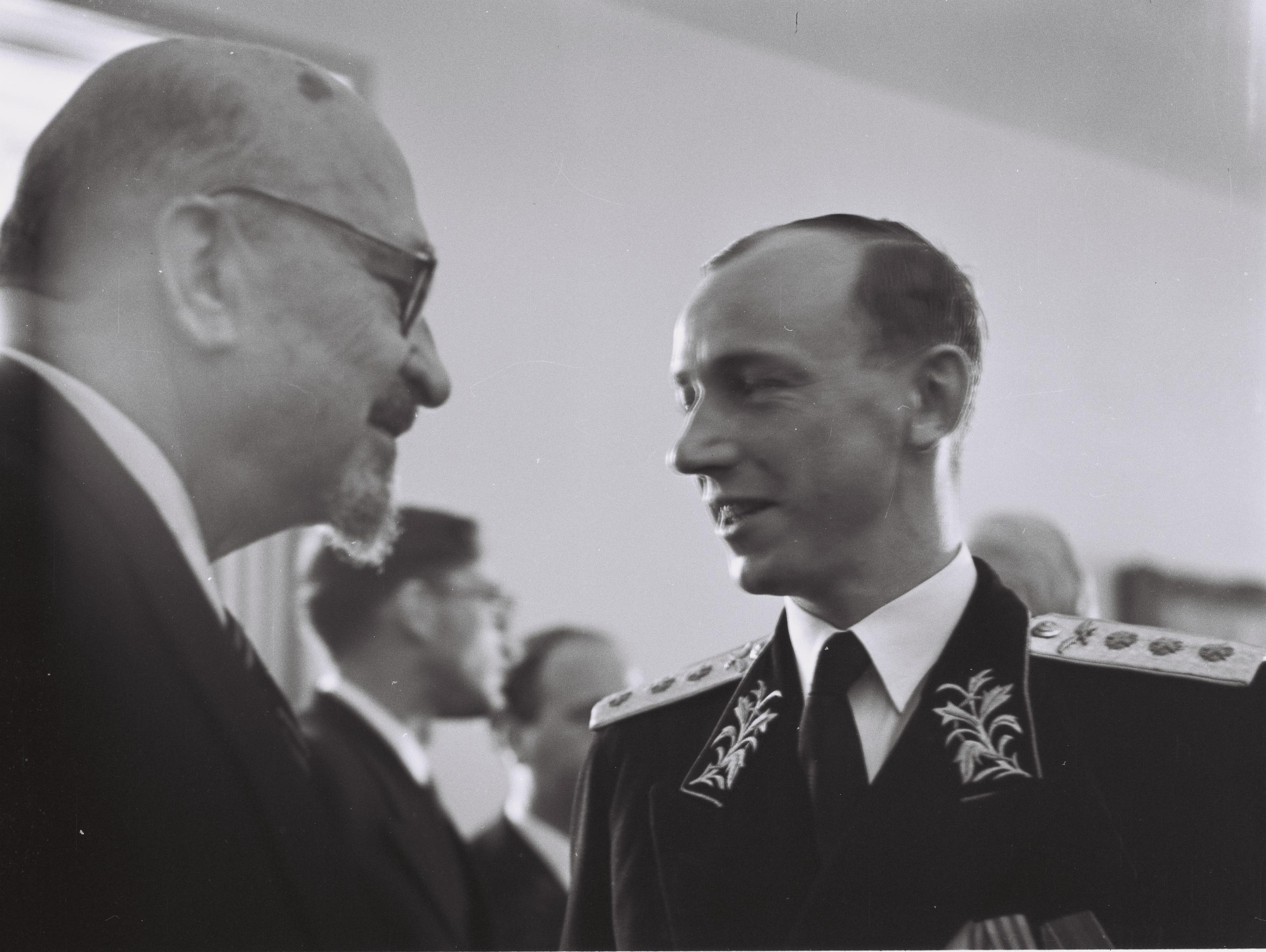
П. И. Ершов (справа) и президент Израиля Хаим Вейцман

Член ВКП(б). Окончил Ленинградский коммунистический политико-просветительский институт (1939) и Высшую дипломатическую школу НКИД СССР (1941). На дипломатической работе с 1941 года.
- В 1941 году — стажёр Отдела балканских стран НКИД СССР.
- В 1941—1943 годах — служба в РККА.
- В 1943—1944 годах — референт, заместитель заведующего Средневосточным отделом НКИД СССР.
- В 1944—1948 годах — советник посольства СССР в Турции.
- С 26 июня 1948 по 11 февраля 1953 года — чрезвычайный и полномочный посланник СССР в Израиле[1].
- В 1953—1955 годах — заместитель заведующего, заведующий I Европейским отделом МИД СССР.
- С 29 марта 1955 по 7 сентября 1957 года — чрезвычайный и полномочный посланник (с 1956 года — посол) СССР в Швейцарии[2].
- В 1957—1961 годах — эксперт-консультант Комиссии по публикации дипломатических документов МИД СССР.
- В 1961—1964 годах — заместитель генерального директора ЮНЕСКО.
- В 1964—1968 годах — сотрудник редакционного аппарата Комиссии по изданию дипломатических документов МИД СССР.

С 1968 года — в отставке.

## Награды
- Орден «Знак Почёта» (3 ноября 1944, 31 декабря 1966)
- Медаль «За оборону Москвы»
- Медаль «За доблестный труд в Великой Отечественной войне 1941—1945 гг.»
- Медаль «В память 800-летия Москвы»